# Менендес, Андрес Игнасио
Андрес Игнасио Менендес (исп. Andrés Ignacio Menéndez; 1 февраля 1879, Санта-Ана — 7 июня 1962, Нью-Йорк, Нью-Йорк) — президент Сальвадора в 1934—1935 и 1944 году.

## Биография
Родился в Санта-Ане, Сальвадор. Бригадный генерал. 
Занимал должность президента Сальвадора с 29 августа 1934 по 1 марта 1935 и снова с 9 мая до 20 октября 1944. Был свергнут в октябре 1944 военным переворотом во главе с полковником Осмином Агирре-и-Салинасом и сослан в Гватемалу.